# Двухмужняя
«Двухмужняя» ― рассказ русского советского писателя Михаила Александровича Шолохова, написанный в 1925 году.

## История публикации
Рассказ «Двухмужняя» вышел отдельным изданием: М.; Л.: Госиздат, 1925. Рассказ входил в авторские сборники «Донские рассказы» 1926 и «Лазоревая степь. Донские рассказы. 1923―25» 1931.
Текст произведения был переработан для сборника «Донские рассказы» 1926. М. А. Шолохов отказался от целого ряда эпизодов, а также изменил психологическую мотивировку поступков героини. Так, в отдельном издании, рисуя уход Анны от Арсения Клюквина к Александру, он подчёркивал её религиозность и осознание греховности двоеженства. В сборнике на первом плане ― возрождение былого чувства к мужу, идиллические воспоминания об их совместной жизни и даже ненависть к Арсению, главной преграде на пути воссоединения с Александром. Писатель внёс исправления, связанные с переосмыслением характера героини, и в композицию произведения. Например, в первой редакции сцена поджога Александром «коллективского» сена находилась в конце рассказа, а сам поджог являлся одной из главных причин возвращения Анны к Арсению. В сборнике, напротив, предшествовал уходу героини к Александру и на её решение не влиял. В дальнейшем в различных изданиях М.А. Шолохов печатал оба варианта текста произведения.

## Сюжет
В основу произведения положена история метаний главной героини Анны между законным мужем Александром, попавшим после окончания Гражданской войны в Туретчину, и председателем Качаловского коллектива Арсением Клюквиным, отцом её ребёнка. После возвращения к Александру, который неожиданно вернулся домой и  «был ласков только в первые дни», Анна вновь и теперь уже окончательно уходит к Арсению; именно рядом с ним она чувствует себя полноправным человеком.

## Прототипы
Г. Я. Сивоволов утверждает в своей книге «Михаил Шолохов. Страницы биографии», что Арсений Клюквин, председатель качаловского коллектива ― это житель Каргинской, реальный человек, послуживший его прототипом.
Н. В. Донскова предположила, что прототипами Арсения Клюквина стали работники Каргинской заготконторы Митрофан Фёдорович Клюкин и завпродотделом Каргинского исполкома Арсений Дмитриевич Клюкин:
Арсений Клюкин, как вспоминают старожилы, был женат на казачке, у которой муж ушёл с белыми за границу, в хуторе, её звали двухмужняя.
Прототипом упоминаемой в произведении Лушки-самогонщицы, видимо, была «шинкарка» Лукерья Каргина из ст. Каргинской, с которой Шолохов некоторое время жил на одной улице и знал как подругу своей двоюродной сестры П. Г. Черниковой. Она же прототип Лукешки Поповой из «Тихого Дона», приютившей Штокмана в хуторе Татарском.

## Критика
По мнению С. Г. Семёновой, в рассказе «Двухмужняя», изъятом «из основной сюжетной коллизии прямого гражданского противостояния», проявились «редкие для Шолохова-новеллиста любовные, эротические мотивы, расширяющие диапазон глубинных иррациональных сил, мощно вторгающихся в мир человека». А история героини, «полная странностей чувств, парадоксов любви со стороны Анны и эксцессов её (владеть, покорять, унижать жену ― со стороны первого мужа), как всегда у Шолохова, реалистически внятна и <...> по-своему поучительна».
В. В. Гура отмечал, что в «Двухмужней» «едва ли не впервые в нашей литературе показана притягательная сила коллектива, его спайка, помогавшая крестьянам вырастить урожай в засушливый послевоенный год, организовать новый быт и новые условия труда, спасти людей от голода».
В рецензии на сборник «Донские рассказы» в журнале «Комсомолия» (1926. ― № 1. ― С. 78) «Двухмужняя» была названа одним из «наиболее удачных» произведений, где «автор показывает своих героев гораздо ярче и убедительнее».
Овчаров в журнале «На литературном посту» (1926. ― № 4. ― С. 56) писал:
Очень хорош рассказ «Двухмужняя».
К числу «самых сочных узоров» в первой книге писателя относил произведение В. Якерин, особо отмечая ту «теплоту», к которой оно проникнуто.